# Hervé Blutsch
Hervé Blutsch est un dramaturge français né à Paris le 15 décembre 1969.
D'abord composés en latin, ses premiers textes dépeignent, avec une troublante perspicacité, les travers de la société romaine du Ve  au  IVe siècle av. J.-C..
Il écrit pour le théâtre depuis 1986.

## Pièces de théâtre
- 1989 : Le Canard bleu
- 1991: Marie-Clothilde
- 1991 : Le Professionnel
- 1992 : Monsieur Paul n'est pas commun
- 1993 : Méhari et Adrien
- 1995 : Anatole Felde
- 1997-2009 : Théâtre incomplet, 3 vol.
- 1997 : La Gelée d'arbre
- 1998 : Gzion
- 2001 : Anatole Felde
- 2002 : Ervart, ou les derniers jours de Frédéric Nietzsche
- 2005 : Le Sang sur Jean-Louis
- 2009 : La Vie burale
- 2011 :  Le Syndrome de Gaspard et autres petites enquêtes sur la vie des gens
- 2012 : Scènes de la vie ordinaire
- 2013 : Qu'est-ce que le théâtre ? (co-auteur, avec Benoît Lambert)
- 2014 : L'Emprunt Edelweiss, une fantaisie française
- 2016 : Truc & Truc[2]
- 2023 : # Writing a Play (avec ChatGPT)[3]
- 2023 : Théâtre mode d'emploi  (co-auteur, avec Benoît Lambert)[4] d'après Die endlose Flucht de Heinrich Nach